# 高尾奏音
高尾奏音（日语：／ Takao Kanon，2002年9月10日—）是日本的女性聲優，東京都出身。Ancheri（原LINK PLAN）所屬。哥哥是鋼琴家高尾奏之介。

## 人物
小時候即開始練習鋼琴，2013年曾在米蘭國際少年鋼琴競賽中獲得最高位的ASSOLUTO獎項。
2014年在「國民聲優大賞」中獲得大獎，並和其他獲獎的成員組成團體Earth Star Dream。
2018年3月31日離開EARTH STAR Entertainment。11月1日加入LINK PLAN。之後2025年4月1日，由於LINK PLAN聲優事務結束後，由當該同業務的 Ancheri 接管，該所屬事務名稱也隨之更改而所屬。
喜歡的動畫是《K-ON!》、《前進吧！登山少女》。

## 演出作品
※粗體字為主要角色。

### 電視動畫
2015年
- 城下町的蒲公英（少女）
- 庭球社 第6期（店員）
- 動畫鍛煉！EX（平岡優）

2016年
- 血型小將ABO 4（女型）
- 兔龜（古平祐、女學生A）
- 動畫鍛煉！XX（平岡優）

2018年
- 前進吧！登山少女 Third Season（百合）
- 百鍊霸王與聖約女武神（黎芮兒）

2019年
- 深夜的超自然公務員（妖精）
- 魔王陛下RETRY！（亞可）
- 為了女兒，我說不定連魔王都能幹掉。（拉提娜）
- 流汗吧！健身少女（攤販）

2020年
- 戀愛小行星（糸崎遙）
- 成群結伴！西頓學園（長鹿霧）
- 魔法紀錄 魔法少女小圓外傳（安名梅露）
- 放學後堤防日誌（鶴木陽渚）
- 轉生成女性向遊戲只有毀滅END的壞人大小姐（小孩）
- 宇崎學妹想要玩！（居酒屋店員）
- 闇影詩章（玩家）
- 戰翼的希格德莉法（鈴原·胡桃）

2021年
- IDOLY PRIDE（白石千紗）
- 新幹線戰士Z（新多步）
- EDENS ZERO 伊甸星原（隱士·蜜隆）
- 轉生成女性向遊戲只有毀滅END的壞人大小姐X（金嘉·塔卡）
- 偵探已經，死了。（齋川唯）
- 魔法紀錄 魔法少女小圓外傳 2nd SEASON -覺醒前夜-（安名梅露）
- 結城友奈是勇者-大滿開之章-
- 因為不是真正的夥伴而被逐出勇者隊伍，流落到邊境展開慢活人生（莉特）
- Muv-Luv Alternative（社霞）

2022年
- 里亞德錄大地（露卡）
- 魔法紀錄 魔法少女小圓外傳 Final SEASON -淺夢的黎明-（安名梅露）
- RPG不動產（ターシャ）
- 遊戲王GO RUSH（葛瓦·遊奈）
- 黑之召喚士（水丘奈奈）
- 菜鳥鍊金術師開店營業中（珊樂莎·菲德）
- 前進吧！登山少女 Next Summit（百合）
- 聖劍傳說 Legend of Mana -The Teardrop Crystal-（妖精）
- 書蟲公主（西希莉）
- 點滿農民相關技能後，不知為何就變強了。（悠莉雅·馬克白·馮蓋特）

2023年
- 眾神眷顧的男人2（派娜）
- 最強陰陽師的異世界轉生記（皮利斯菈莉亞）
- EDENS ZERO 伊甸星原（第2期）（隱士·蜜隆）
- 異世界一擊殺姊姊 ～姊姊同伴的異世界生活開始了～（安）
- BanG Dream! It's MyGO!!!!!（豐川祥子）
- 雖然等級只有1級但固有技能是最強的（艾莉絲·溫德蘭）
- 堤亞穆帝國物語～從斷頭台開始，公主重生後的逆轉人生～（迪歐娜·魯多路馮）
- 想當冒險者前往都市的女兒成為S級（夏綠蒂）

2024年
- 因為不是真正的夥伴而被逐出勇者隊伍，流落到邊境展開慢活人生 2nd（莉特）
- 為美好的世界獻上祝福！3（愛麗絲）
- 單人房、日照一般、附天使。（蔓深ひすい）
- 地下城中的人（光之精靈）
- 孤單一人的異世界攻略（副班長B）

2025年
- BanG Dream! Ave Mujica（豐川祥子／Oblivionis）
- 超超超超超喜歡你的100個女朋友（華暮愛愛）
- 異世界默示錄麥諾格拉～從毀滅文明開始征服世界～（嘉莉雅）

2026年
- 偵探已經，死了。 Season 2（齋川唯）

### 劇場動畫
- 劇場版 BanG Dream! It's MyGO!!!!! 前編：春の陽だまり、迷い猫（2024年，豐川祥子）

### OVA
- 我是高宮茄乃！（2015年，古平祐）
- 庭球社 第7期（2016年，金絲雀）

### 遊戲
2015年
- 境界之詩 Tactics（雲雲、可琳）

2016年
- WORLD CROSS SAGA -時間與少女與鏡之門-（安潔莉卡）

2017年
- 遙遠異鄉Granvilier（梅雅）
- 問答RPG 魔法使與黑貓維茲（犬巫女·乾）

2018年
- WAR OF BRAINS（千世）
- 魔法紀錄 魔法少女小圓外傳（安名梅露）
- 白貓Project（烏米兒·烏拉德）
- 編隊少女（綾鳥美沙夜）
- 艦隊Collection（Gotland、神鷹）

2019年
- 暗黑反逆軍（菲雅娜）
- 萬千回憶（朗基努斯）

2020年
- 魔法紀錄 魔法少女小圓外傳（佐鳥籬）
- 為美好的世界獻上祝福！Fantastic Days（愛麗絲）
- 原神（諾艾爾）

2021年
- 童話森林 (蘿賽塔)

2023年
- 薑餅人王國（銀河餅乾）
- 超異域公主連結☆Re:Dive（普蕾西亞）

2025年
- 崩壞：星穹鐵道(刻律德菈)

- LINE Rangers 放置戰爭（芮塔）

### 廣播
- 動畫鍛煉！EX 廣播燃燒系（大阪放送、超!A&G+、NICONICO頻道：2015年10月7日－2016年3月30日）

### 音樂CD
| 發售日   | 名稱                                          | 演唱名義 | 歌曲名稱         | 商業搭配                                             |
| 2015年   | 2015年                                        | 2015年 | 2015年           | 2015年                                               |
| -------- | --------------------------------------------- | --- | ---------------- | ---------------------------------------------------- |
| 11月25日 |                                               | 星麻美（伊藤美來）、樋口惠理（和氣杏未）、早乙女靜乃（小牧未侑）、橘紫苑（長繩麻理亞）、平岡優（高尾奏音）                                                                               | 「」             | 電視動畫《動畫鍛鍊！EX》主題歌                       |
| 2016年   |                                               | |                  |                                                      |
| 5月25日  |                                               | 兔龜高中網球社〔田中紀奈子（中島由貴）、佐藤胡桃（小出光）、鈴木綾子（新井田泉）、西新井大師西（谷尻麻理亞）〕 feat.古平祐（高尾奏音）、馬場都（曾我部英理）、色葉似穗經土（愛原亞里沙） | 「」             | 電視動畫《兔龜》印象曲                               |
| 2018年   |                                               | |                  |                                                      |
| 9月19日  | 百鍊霸王與聖約女武神 Blu-ray&DVD 第1卷 特典CD | 菲麗希亞（末柄里惠）、吉可露妮（伊達朱里紗）、茵格莉特（河瀨茉希）、黎芮兒（高尾奏音）                                                                                                   | 「」             | 電視動畫《百鍊霸王與聖約女武神》相關歌曲             |
| 2019年   |                                               | |                  |                                                      |
| 7月24日  | I'm with you                                  | 拉提娜（高尾奏音） | 「I'm with you」 | 電視動畫《為了女兒，我說不定連魔王都能幹掉。》片頭曲 |
| 7月24日  | I'm with you                                  | 拉提娜（高尾奏音） | 「」             | 電視動畫《為了女兒，我說不定連魔王都能幹掉。》片尾曲 |
| 2020年   |                                               | |                  |                                                      |
| 4月29日  | SEA HORIZON/                                  | 海野高中堤防部 | 「SEA HORIZON」  | 電視動畫《放學後海堤日誌》片頭曲                     |
| 4月29日  | SEA HORIZON/                                  | 海野高中堤防部 | 「」             | 電視動畫《放學後海堤日誌》片尾曲                     |

## 外部連結
- 事務所官方簡歷 （页面存档备份，存于）（日語）
- 官方BLOG （页面存档备份，存于）（日語）
- 高尾奏音的X（前Twitter）（日語）